# 미사강변도시

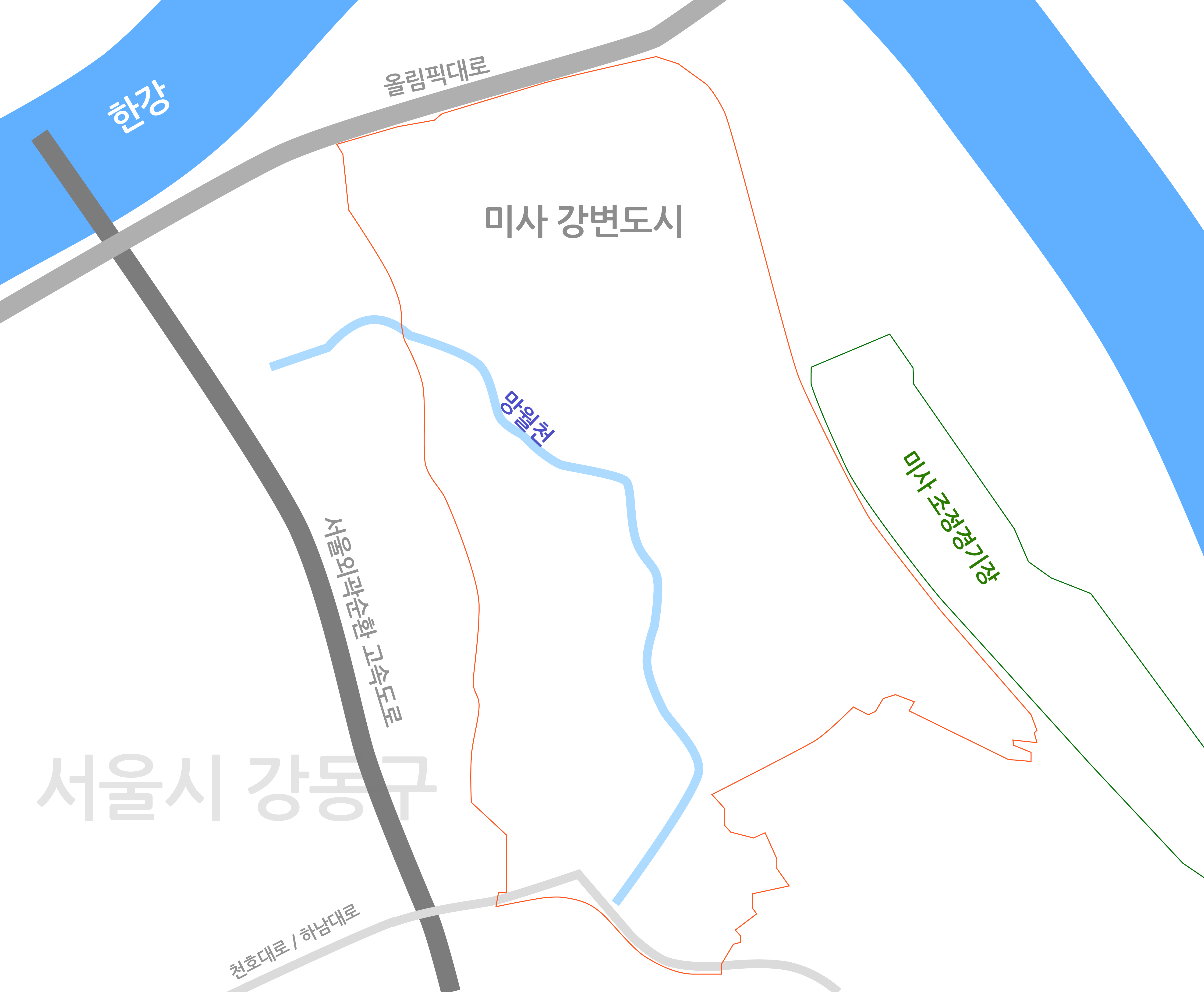
미사강변도시 주변환경

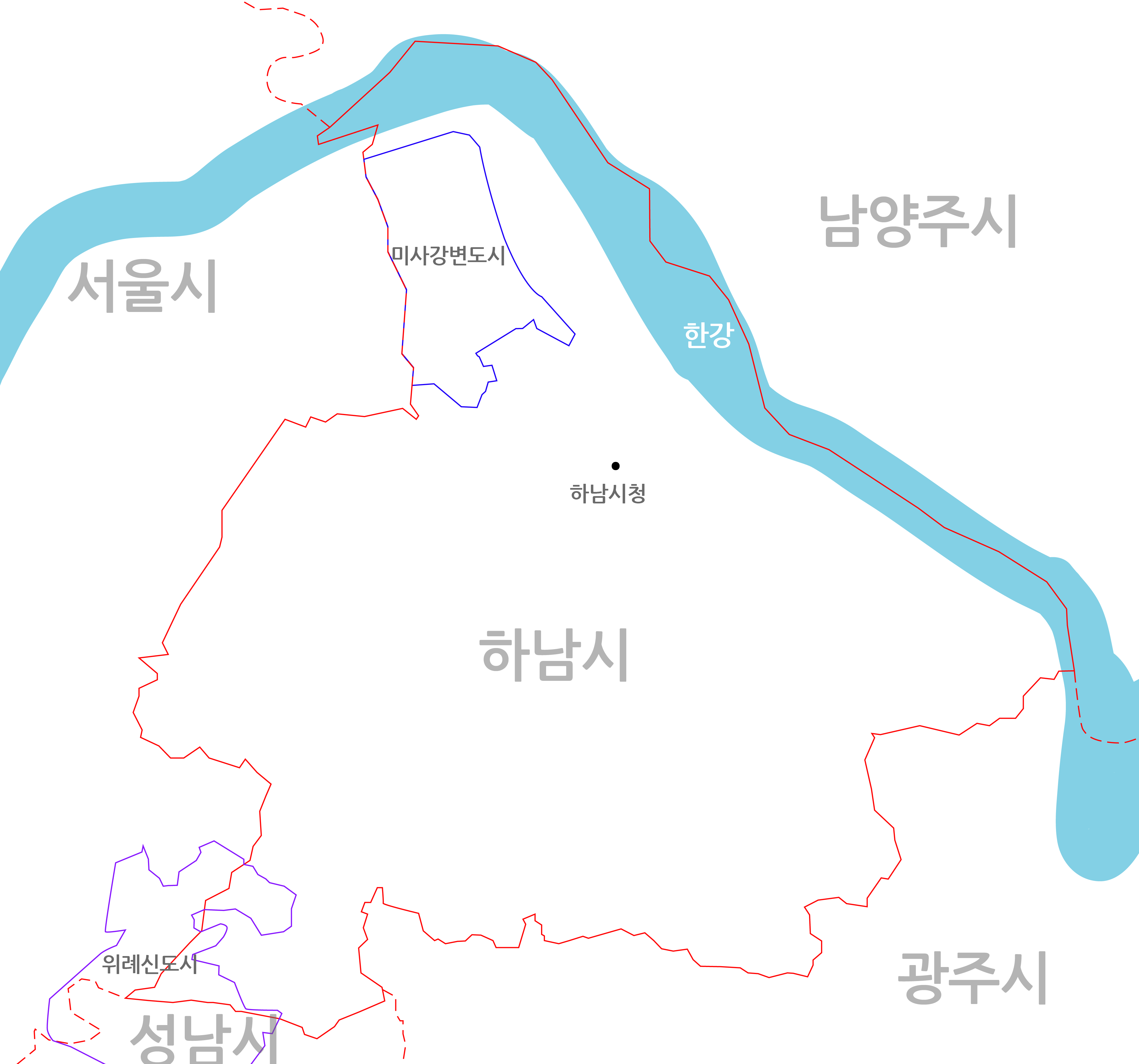
미사 강변도시는 하남시 북동쪽에 위치해 있으며 서울시와 인접해 있다

미사강변도시는 경기도 하남시에 조성 중인 공공택지지구이다.

## 역사
미사강변도시는 백제의 수도인 위례성 일대에 위치하고 있다. 기원전 6년부터 370년까지 백제의 도읍을 유지하고 있다가 해제되었으며, 940년 광주라는 지명을 가지게 되었다. 1895년 대한제국시절 지방행정구역 개편에 따라 광주군으로 바뀌었으며, 이후 여러 행정구역 개편을 거치다가 1989년 행정구역 개편에 의해 지금의 행정구역을 갖추게 되었다.
이 지역의 지명인 "미사"는 "아름다운 물결과 모래로 이루어진 섬"에서 유래하였으며, 기존에는 한강에 위치한 독립된 섬으로서 상습침수지역이었으나 1982년부터 시작된 한강종합개발사업으로 인해 육지와 연결되었다.
1971년 개발제한구역으로 지정되어 매매와 개발이 제한되어있었으나 2009년 5월 11일 보금자리주택 시범지구 선정과 동시에 개발제한구역에서 해제되었다.
2010년 12월 보상공고가 발표된 후 이듬해인 2011년 조성공사를 착공하였으며 2013년 보금자리주택정책이 사실상 폐기됨에 따라 공공주택지구로 변경되었다. LH 하남사업본부에서 분양 당시 '미사강변도시'라는 이름을 붙여 현재까지 실질 명칭으로 사용되고 있다.
2009년 보금자리주택 시범계획 발표를 시작으로 2011년 단지 조성공사에 착공하였다.
총 32개 블록중 22개 블록이 보금자리 지구이며 이중 11개 블록이 2013년 7월 현재 착공되었고, 2014년 6월 30일 15단지를 시작으로 첫 입주가 시작되었다.
현재는 아파트단지는 입주가 모두 완료되었고, 상업지구도 빈 공터인 부지를 제외하면 대부분 입주가 완료되었다.

## 특징

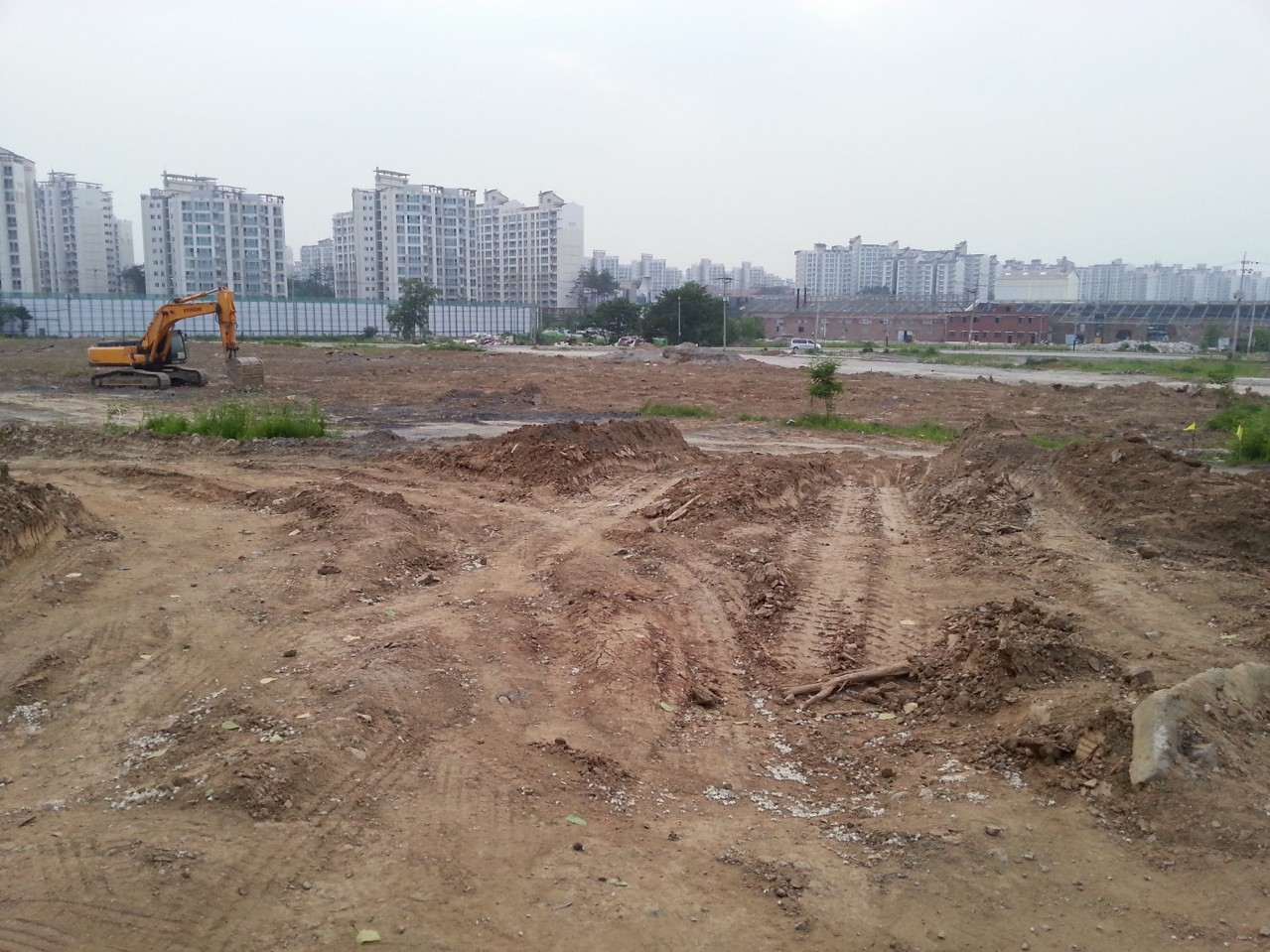
개발중인 모습

개발구역의 두 면이 한강과 인접해 있으며 미사리 조정경기장이 인접해있어 수변시설에 특화되어있으며, 친환경 요소를 보완하여 개발중이다. 기존에는 주택공급이 목표인 보금자리주택사업으로 추진되었으나 감사원의 재검토 통보로 인해 일부 계획을 수정하여 도시기능형성과 쾌적성에 중점을 두고 진행하게 되었다.
용적률은 민간아파트의 경우 210%,
보금자리 주택의 경우 210~220% 수준으로 지정되었다.

### 교통여건
서울양양고속도로, 수도권제1순환고속도로, 올림픽대로, 강동대교가 인접해 있으며, 버스교통으로 강동공영차고지와 하남시 간선급행버스(BRT)노선이 인접해 있다. 도시철도 교통으로는 2020년 이후 수도권 전철 5호선의 연장선인 하남선이 개통되었다.

### 학교현황
초등학교 7교 중학교 4교 고등학교 4교로 구성되어 있다.
- 초등학교
  - 한홀초등학교, 윤슬초등학교, 망월초등학교, 미사강변초등학교, 미사중앙초등학교, 미사초등학교, 청아초등학교
- 중학교
  - 윤슬중학교, 은가람중학교, 미사강변중학교, 미사중학교
- 고등학교
  - 하남고등학교, 미사고등학교, 미사강변고등학교, (미정)

### 업무시설
미사강변도시 내에는 소규모의 업무지구만이 계획되어 있으나 인접해 있는 대규모 업무 시설들이 있거나 계획되어있다. 서쪽으로 상일동의 삼성 엔지니어링이 위치해 있으며
남쪽 풍산지구에는 아파트형 공장 ITECO가 63빌딩의 1.2배 규모로(연면적 기준) 위치해 있다.
계획중인 업무시설로는 서쪽 고덕상업업무복합단지가 23만4523m2 규모로 예정되어있고
남동쪽으로 복합쇼핑몰인 신세계그룹의 스타필드하남이 2016년 완공되었다.

### 공급유형
총 36개 단지로 구성되어있으며, 세부 구성은 다음과 같다.
- 민영주택(13개)

| 단지명                       | 건설사       | 시행사               | 주소                      | 입주        | 비고 |
| ---------------------------- | ------------ | -------------------- | ------------------------- | ----------- | ---- |
| 미사강변 리버뷰자이          | ㈜지에스건설 | ㈜지에스건설         | 미사강변한강로 10 (선동)  | 2017년 8월  |      |
| 미사강변 센트럴자이          | ㈜지에스건설 | ㈜지에스건설         | 미사강변대로 95 (풍산동)  | 2017년 2월  |      |
| 미사강변 더샵 리버포레       | 포스코건설㈜ | 포스코건설㈜         | 미사강변북로 65 (선동)    | 2016년 7월  |      |
| 미사강변 더샵 센트럴포레     | 포스코건설㈜ | ㈜일주건설           | 미사강변대로 55 (풍산동)  | 2017년 10월 |      |
| 미사강변 푸르지오 1차        | 대우건설     | 대우건설             | 미사강변대로 165 (망월동) | 2016년 4월  |      |
| 미사강변 푸르지오 2차        | 대우건설     | 대우건설             | 미사강변한강로 60 (선동)  | 2016년 9월  |      |
| 미사 힐즈파크 푸르지오 1단지 | 대우건설     | 하남마블링시티개발㈜ | 세미로1길 10 (풍산동)     | 2020년 4월  |      |
| 하남 힐즈파크 푸르지오 2단지 | 대우건설     | 하남마블링시티개발㈜ | 세미로1길 11 (풍산동)     | 2018년 9월  |      |
| 하남 힐즈파크 푸르지오 3단지 | 대우건설     | 하남마블링시티개발㈜ | 세미로1길 30 (풍산동)     | 2018년 9월  |      |
| 미사강변 리버스위트 칸타빌   | 대원㈜       | 대원㈜               | 미사강변한강로 30 (선동)  | 2018년 5월  |      |
| 미사강변 신안인스빌          | 신안㈜       | 신안㈜               | 미사강변동로 19 (풍산동)  | 2019년 2월  |      |
| 미사강변 센트럴 풍경채       | ㈜제일건설   | 제이제이건설㈜       |                           | 2019년 1월  |      |
| 미사강변 동원로얄듀크        | 동원개발     | 동원개발             | 미사강변서로 45 (풍산동)  | 2016년 4월  |      |

- 민간참여 공공분양(1개)
  - e편한세상(27단지)
- 공공분양(11개)
  - 베라체(2단지)
  - 루나리움(5단지)
  - 센트리버(7단지)
  - 서희스타힐스(8단지)
  - 9단지
  - 휴플러스(11단지)
  - 파밀리에(15단지)
  - 미사강변 센텀팰리스(18단지)
  - 미사강변hausD the lake(19단지)
  - 미사강변동일하이빌(20단지)
  - 골든센트로 (28단지)

- 분양전환 분납10년임대주택(2개)
  - 12단지
  - 16단지

- 분양전환 공공10년임대주택(4개)
  - 리슈빌(4단지)
  - 브라운스톤(24단지)
  - 아란티움(25단지)
  - 해링턴 플레이스(29단지)
- 장기전세(1개)
  - 26단지
- 국민임대(3개)
  - 13단지
  - 14단지
  - 17단지
- 영구임대(1개)
  - 13단지
- 장기임대/행복주택(1개)
  - C3단지

## 교통
- ● 수도권 전철 5호선 미사역
- 수도권제1순환고속도로, 서울양양고속도로 강일 나들목
- 서울양양고속도로 미사 나들목

## 주변시설

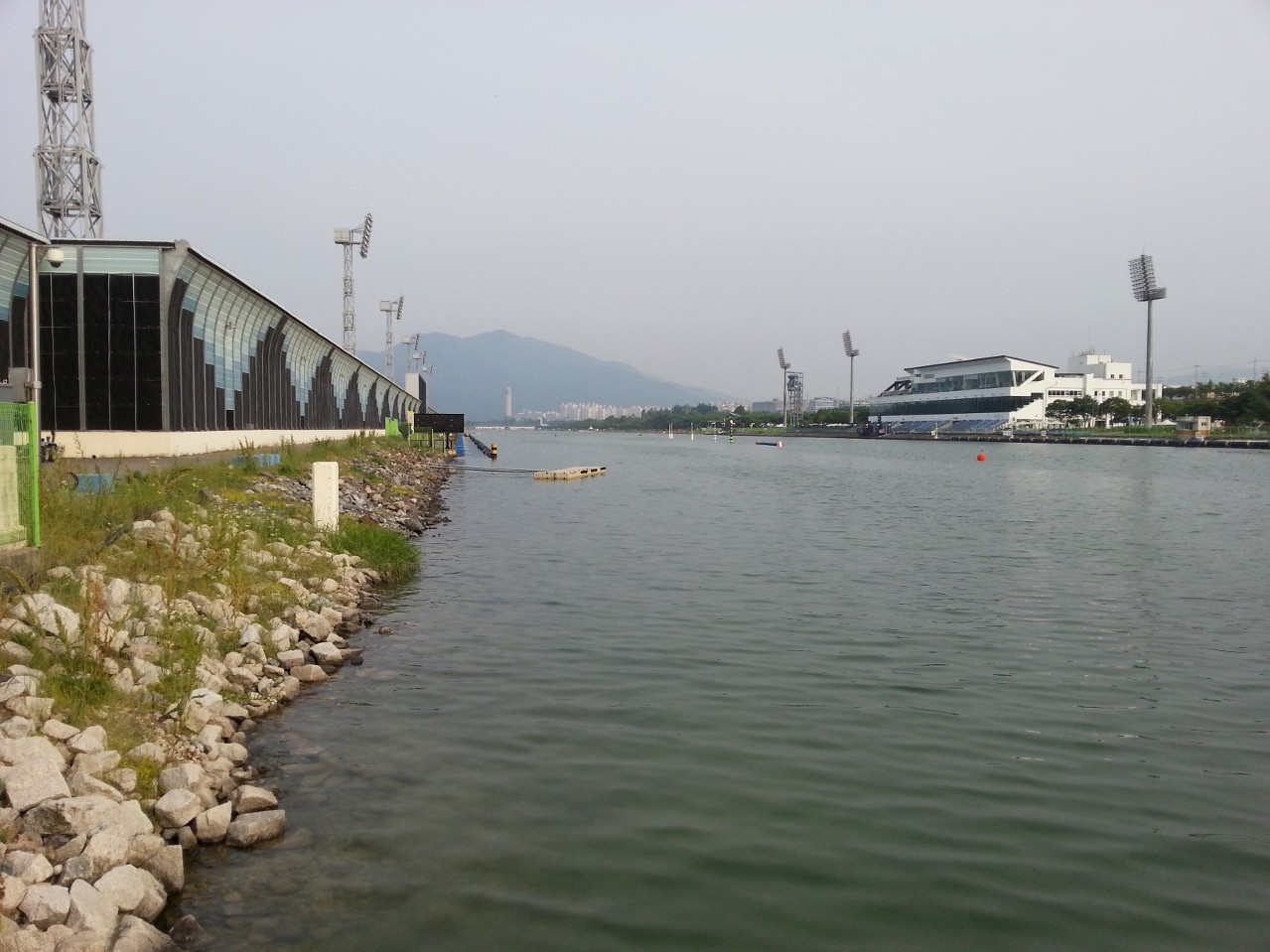
미사경정공원

- 스타필드 하남
- 미사리 조정경기장
- 미사리 카페촌
- 강동공영차고지
- 하남종합운동장
- 망월천 근린생태공원
- 이케아 3호점(예정)
- 코스트코 하남점
- 아이테코
- 유니온타워